# 王欢 (水球运动员)
王欢（1997年10月8日—），四川西充人，中国女子水球运动员。她曾代表中国参加2020年夏季奥林匹克运动会水球比赛，获得第8名。她也曾参加2018年亚洲运动会，获得一枚金牌。